# Антрим (плато, Австралия)
А́нтрим (англ. Antrim) — вулканическое плато в Западной Австралии, расположенное в верховьях реки Орд.
Высота плато над уровнем моря составляет 300—500 м. Плато сложено нижнекембрийскими лавами. Поверхность плоская, местами встречаются столовые останцы. Характерны саванны с редкими эвкалиптами на темноцветных почвах.